# Rio Cotingo
Le rio Cotingo est un cours d'eau brésilien qui arrose l'État du Roraima, et un affluent du rio Surumu, dans le bassin amazonien. 

## Géographie
Il prend sa source près du mont Roraima et s'écoule sur les territoires des municipalités d'Uiramutã, Pacaraima et Normandia avant de se jeter par la rive gauche dans le rio Surumu. Il traverse la zone indigène Ingariko située dans le parc national du Mont Roraima.